# شاميات تو (مسلسل)
شاميات تو، هو مسلسل سوري يصور بيئة شامية في إطار كوميدي، إخراج فادي غازي، إنتاج عام 2013 عرض في رمضان.

## البطولة
- أندريه سكاف
- هدى شعراوي
- نزار أبو حجر
- أنطوانيت نجيب
- علي كريم
- غادة بشور
- محمد خير الجراح
- لميس عفيفة
- أحمد ماهر ديركي
- حنان اللولو
- طوني موسى
- وليد حصوة
- هيا مرعشلي

بمشاركة
- جمال العلي
- سوسن ميخائيل
- مظهر جروج